# Hypodoxa rufomixta
Hypodoxa rufomixta là một loài bướm đêm trong họ Geometridae.